# かくれんぼ (テレビドラマ)
『かくれんぼ』は、日本テレビ系の「月曜スター劇場」で放映された森光子主演のテレビドラマ。1981年5月11日から同年11月2日に放映。全26話。

## 概要
東京・吉祥寺にある弁当店「むさしや」を主な舞台とし、自立して行こうとしても、それがなかなか出来ないでいるむさしやの女主人とその家族をコミカルに描いたホームドラマ。劇中に毎回日替わりで弁当が登場していたのも特徴だった。

## あらすじ
三上幸は61歳になる、弁当店「むさしや」の主人。お人好しで駄目な所がある夫の正行と共に店を切り盛りしてきた。ある日に何回目かの結婚記念日を迎えるが、正行は「友人を励ます会」として熱海へ麻雀旅行行ったまま家に帰ってこない。するとその後、子連れの若い女性と一緒にボートに乗って遊んでいる正行の姿がテレビのニュースに映し出されて幸は呆然。更には正行と他の女性との間に生まれた子供が現れ、その面倒を見る羽目にまでなって幸は我慢の限界に達し、正行との離婚を決意するが…。

## 配役
- 三上幸：森光子（特別出演）
弁当店「むさしや」の主人。頼りない夫・正行を盛り立てながら何とかやって来た。しっかり者である一方、涙もろく、楽天家。
- 三上正行：中条静夫
幸の夫。お人好しな性格で損ばかりしている。家業はほとんど幸に任せている。しかし一方で幸を差し置いて亡くなった友人の妻と深い仲になり、大騒動を巻き起こす。
- 三上竜：太川陽介
幸の長男で大学1年生。福祉関係に興味を持って勉強している。感受性が鋭く正義感が強い。家業を継ぐ気は持っていない。
- 三上愛：香坂みゆき
竜の妹で高校2年生。明るい性格で好奇心旺盛。しかし一方では興味本位から不良仲間と付き合うようにもなり、幸の悩みの種となる。
- 三上ハル：杉村春子（特別出演）
正行の母。亡き夫が創業したむさしやを潰してなるかという思いが強く、頼りない息子をあきらめて幸に頼り切っている。
- 高倉早苗：泉ピン子
正行の妹。夫の邦夫に愛想を尽かして、一人息子の一彦を連れて三上家に戻って来ている。むさしやの主人の座を狙っている。
- 高倉邦夫：松山英太郎
早苗の夫。息子の一彦をどちらが引き取るか裁判所で争っている最中。勤めている会社が倒産したため、屋台のラーメン屋を始めている。
- 奥村綾子：水沢アキ
竜の年上の恋人。介護施設の出身で、今はその施設で保母をしている。独立心が強いものの、その一方で肉親の情を求めてもいる。
- 桑田民：丘さとみ
むさしやの従業員。幸の味方であり、幸も民を頼りにしている。正行との離婚問題が持ち上がった時にも強硬に幸に離婚を勧めた。
- 梶一平：佐藤英夫
小料理屋「源氏」の主人にして板前で、その腕には一流との定評がある。正行の30年来の友人で、幸との離婚問題が持ち上がった際には二人の仲を取り持とうと奔走する。
- 高倉一彦（早苗の息子）：吉田紀人
- 石田哲：鈴木正幸
- 千田透：永井寛孝
- 井上勇：小林まさひろ
- 鈴木道代：田島令子
- 鈴木正博：玉木潤
- 三上利行（正行の弟）：川辺久造
- 坂本（正博の主知医）：谷隼人
- 島村公次：原康義 - 幸が27年前に捨てて別れた息子（第17話から）
- 洋子：千野弘美 - 公次の恋人

（）

## スタッフ
- 脚本：松原敏春、布勢博一
- 制作：梅谷茂
- プロデューサー：早川恒夫、藤原千晶
- 演出：細野英延（第17話・19話を除く全話）、篠木為八男（第17話・19話）
- 音楽：伊部晴美、東京音楽事務所
- 主題歌：「そこに微笑みが」（歌：太川陽介）
  - 作詞：太川陽介／作曲：馬場孝幸／編曲：松井忠重
- 挿入歌：「静かな夜」（歌：太川陽介）
  - 作詞：窪田万梨／作曲：こすぎやすお／編曲：松井忠重
- 製作：日本テレビ